# Omomyidae
Omomyidae foi uma família de primatas haplorrhinos primitivos, da infraordem Tarsiiformes.

## Taxonomia
Omomyidae Trouessart, 1879
- Baataromomys Ni, Beard, Meng, Wang & Gebo, 2007
  - Baataromomys ulaanus Ni et alii, 2007 - Eoceno Inferior, Wulanboerhe, Bacia de Erlian, Mongólia
  - Baataromomys brandti (Gingerich, 1993) (=Teilhardina brandti) - Eoceno Inferior, Wasatchiano (Wa0), EUA
- Teilhardina Simpson, 1940
  - Teilhardina belgica Teilhard de Chardin, 1927 - Eoceno Inferior, Esparnaciano, Dormaal, Bélgica.
  - Teilhardina asiatica Ni, Wang, Hu & Li, 2004
  - Teilhardina americana- Lower Eocene, Wasatchian (Wa0), USA
  - Teilhardina crassidens

## Classificação
- Família Omomyidae
  - Ekgmowechashala
  - Altanius
  - Altiatlasius
  - Kohatius
  - Subfamília Anaptomorphinae
    - Tribo Trogolemurini
      - Trogolemur
      - Sphacorhysis

    - Tribo Anaptomorphini
      - Arapahovius
      - Tatmanius
      - Teilhardina
      - Anemorhysis
      - Chlororhysis
      - Tetonius
      - Pseudotetonius
      - Absarokius
      - Anaptomorphus
      - Aycrossia
      - Strigorhysis
      - Mckennamorphus
      - Gazinius

  - Subfamília Microchoerinae
    - Indusius
    - Nannopithex
    - Pseudoloris
    - Necrolemur
    - Microchoerus

  - Subfamília Omomyinae
    - Huerfanius
    - Mytonius
    - Palaeacodon
    - Tribo Rooneyini
      - Rooneyia

    - Tribo Steiniini
      - Steinius

    - Tribo Uintaniini
      - Jemezius
      - Uintanius

    - Tribo Hemiacodontini
      - Hemiacodon

    - Tribo Omomyini
      - Chumachius
      - Omomys

    - Tribo Microtarsiini
      - Yaquius
      - Macrotarsius

    - Tribo Washakiini
      - Loveina
      - Shoshonius
      - Washakius
      - Dyseolemur

    - Tribo Utahiini
      - Asiomomys
      - Utahia
      - Stockia
      - Chipataia
      - Ourayia
      - Wyomomys
      - Ageitodendron